# Sainte-Angèle-de-Mérici
Sainte-Angèle-de-Mérici est une municipalité du Québec au Canada à vocation agricole située dans la municipalité régionale de comté de La Mitis au Bas-Saint-Laurent. Fondée en 1868, Sainte-Angèle-de-Mérici est la plus ancienne paroisse de la vallée de la Matapédia et est considérée comme sa porte d'entrée à l'ouest. Sainte-Angèle-de-Mérici est surnommée « La petite Suisse » à cause de ses nombreux vallons forestiers et agricoles.

## Toponymie

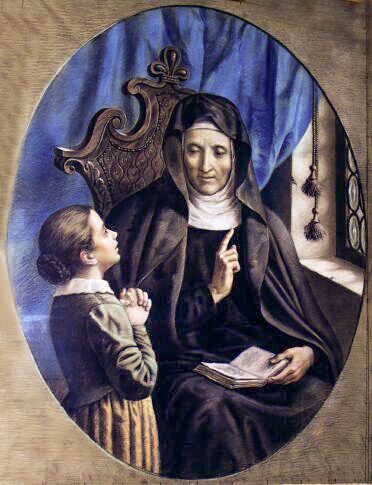
Sainte Angèle Mérici

Le toponyme de Sainte-Angèle-de-Mérici est en l'honneur d'Angèle Drapeau qui fut la seigneuresse de Lepage-et-Thibierge. La sainte patronne à laquelle le toponyme fait référence est Angèle Mérici (1474-1540), une religieuse italienne qui a fondé la congrégation des Ursulines en 1535. Celle-ci fut canonisée en 1907. La région fut appelée par les habitants Sainte-Angèle-de-Rimouski dans le but de différencier le village des autres municipalités du même nom et en faisant référence à la division de recensement à laquelle il appartient. Le bureau de poste porta aussi ce nom à son ouverture. La municipalité est appelée simplement Sainte-Angèle par les habitants de la région.

## Histoire

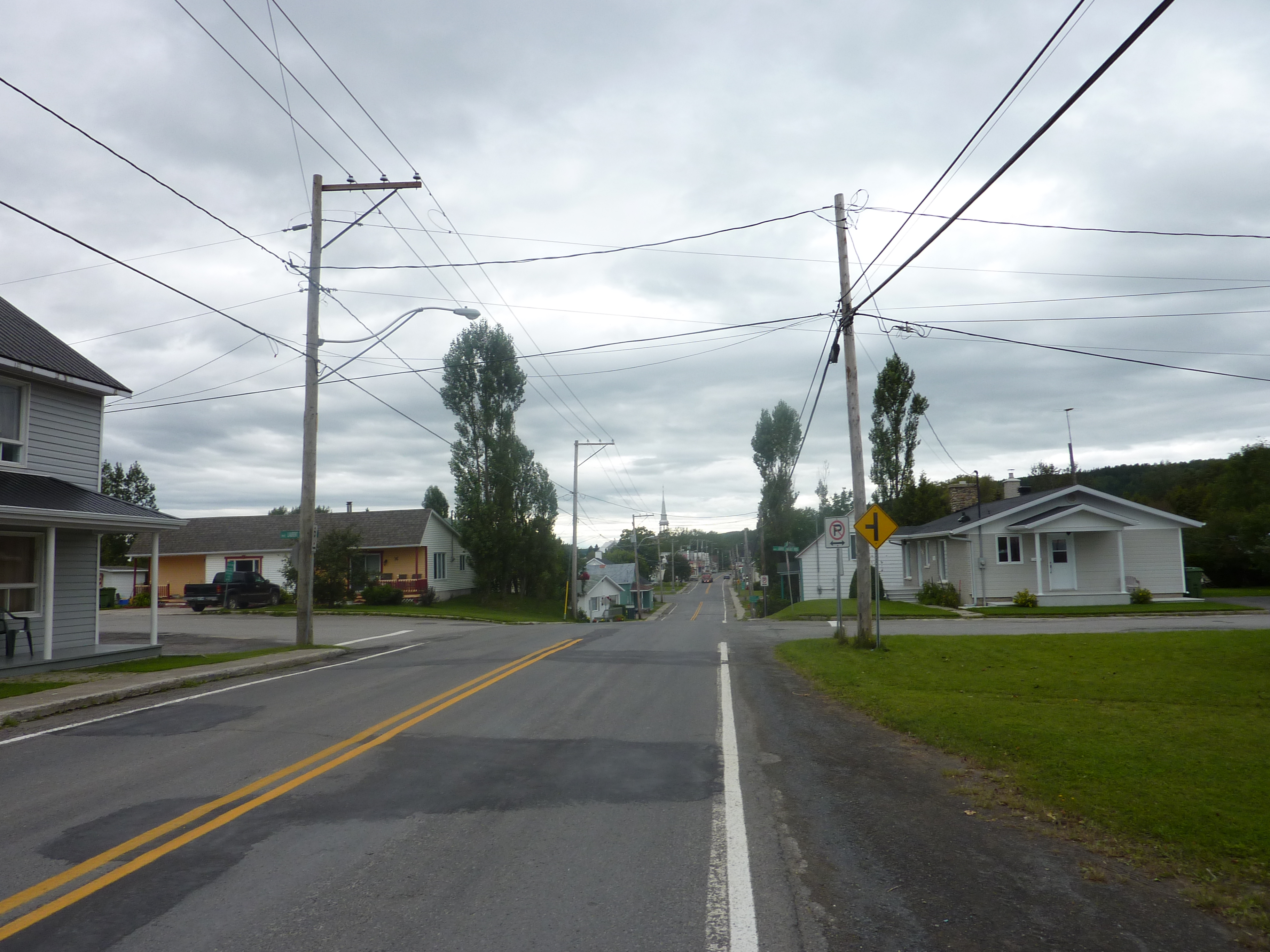
Rue de la Vallée, principale avenue de la municipalité

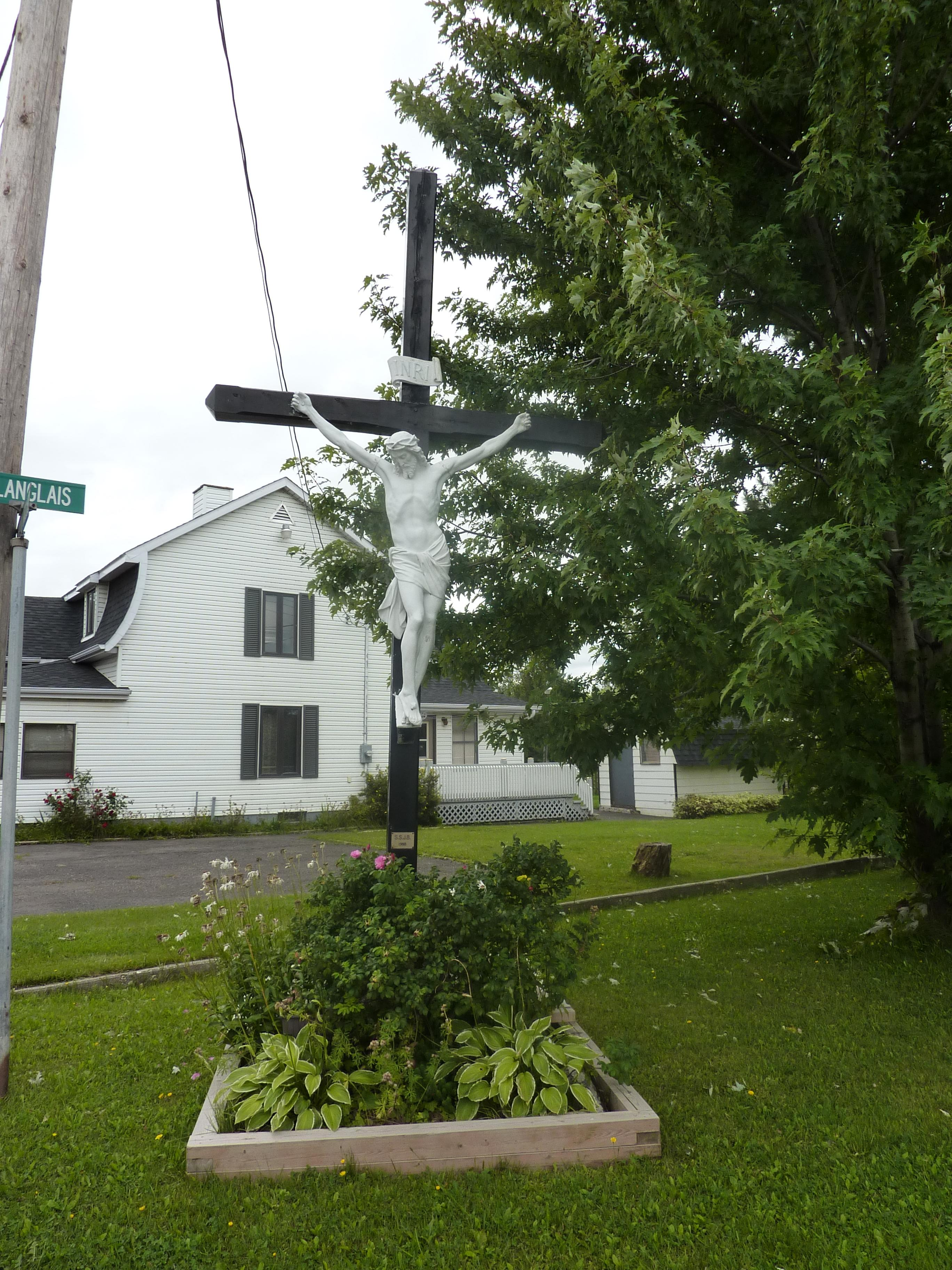
Croix de chemin à l'intersection de la rue Langlais et de la rue de la Vallée

Les premiers colons du territoire de Sainte-Angèle-de-Mérici arrivèrent dans les années 1850 et provenaient de Bellechasse et de Kamouraska. En avril 1864, les travaux de construction de la première chapelle commencèrent. Elle fut inaugurée et bénite solonnellement le 17 août 1865. Le 2 juillet 1868, la paroisse catholique de Sainte-Angèle-de-Mérici fut érigée canoniquement. Il s'agit de la première paroisse érigée par Mgr Jean Langevin. Le 27 septembre de la même année, le premier curé résidant, l'abbé Damase Morisset, arriva,.
Le 18 mars 1869, la municipalité de paroisse fut fondée officiellement par détachement de Sainte-Flavie et de Saint-Octave-de-Métis. La même année, la première école fut construite. Le 7 septembre 1910, un couvent, dont la construction avait commencé en 1908, des Sœurs de Notre Dame du saint Rosaire fut ouvert.
Le 11 mai 1917, la municipalité de village de Sainte-Angèle fut créée. La municipalité de village de Sainte-Angèle-de-Mérici est créée civilement en 1917 aux côtés de la municipalité de paroisse. En 1960, l'ancien couvent est remplacé par un plus grand qui fut construit sur le site de l'ancien cimetière.
En 1989, la municipalité de paroisse et la municipalité de village fusionnèrent pour former la municipalité actuelle de Sainte-Angèle-de-Mérici. Du 24 au 27 juin 1993, une fête fut organisée pour célébrer le 125e anniversaire de la paroisse.

## Géographie
Sainte-Angèle-de-Mérici est située à 370 km au nord-est de Québec et à 360 km à l'ouest de Gaspé. Les villes importantes près de Sainte-Angèle-de-Mérici sont Rimouski à 45 km à l'ouest et Mont-Joli à 12 km au nord-ouest. Sainte-Angèle-de-Mérici est située sur la route 132 entre Saint-Joseph-de-Lepage et Saint-Moïse.

### Hydrographie
La rivière Mitis traverse le centre de la municipalité du sud-est vers le nord-ouest.
La rivière Neigette la traverse du nord-ouest vers l'est jusqu'à sa confluence avec la rivière Mitis.

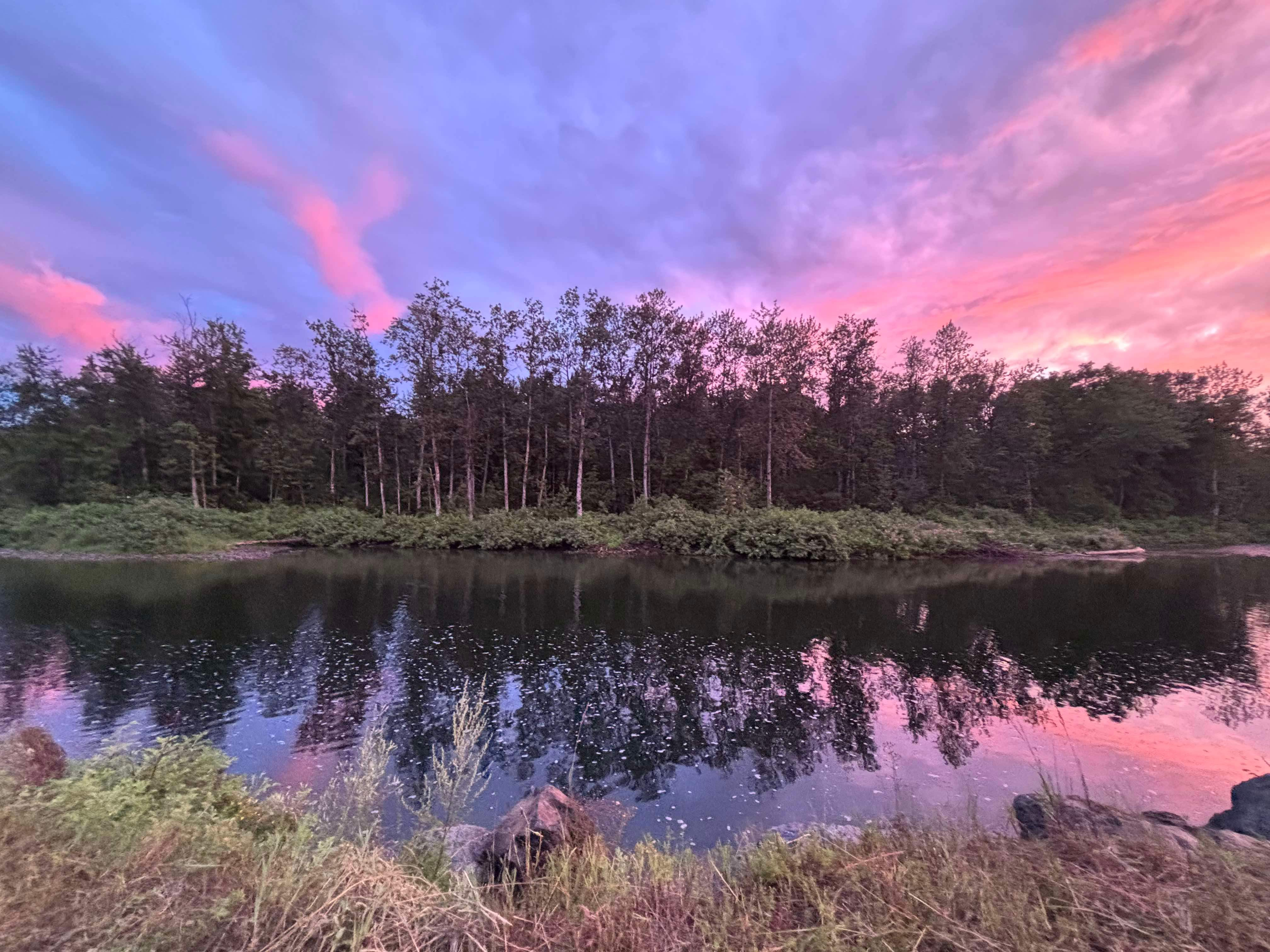
La rivière Mitis sud-est

La rivière Rouge en traverse l'ouest vers le nord jusqu'à sa confluence avec la rivière Neigette.

## Démographie
| 1996  | 2001  | 2006  | 2011 | 2016 | 2021 |
| ----- | ----- | ----- | ---- | ---- | ---- |
| 1 162 | 1 066 | 1 068 | 999  | 953  | 989  |

Distribution de l'âge en 2006

La population de Sainte-Angèle-de-Mérici était de 1 068 habitants en 2006 et de 1 064 habitants en 2001. Cela correspond à une décroissance de 0,2 % en cinq ans. En 2021, la population s'élevait à 989 habitants, ce qui correspond à une variation de 3,8 % par rapport à 953 en 2016. En 2021, il y avait 455 logements privés occupés à Sainte-Angèle-de-Mérici. 0,94 % de la population de Sainte-Angèle-de-Mérici a l'anglais en tant que langue maternelle tandis que la majorité a le français. De plus, 15,1 % de la population maitrise les deux langues officielles du Canada.
42,8 % de la population âgée de 15 ans et plus de Sainte-Angèle-de-Mérici n'a aucun diplôme d'éducation. 42,2 % de cette population n'a que le diplôme d'études secondaires ou professionnelles. 6,1 % de cette population a un diplôme universitaire. La plupart des habitants de Sainte-Angèle-de-Mérici ont effectué leurs études à l'intérieur du Canada.
L'économie de Sainte-Angèle-de-Mérici tourne principalement autour de l'agriculture.
Le taux de chômage de la population totale âgée de 15 ans et plus s'élevait à 6,5 % en 2021.

## Administration
Les élections municipales ont lieu tous les quatre ans et s'effectuent en bloc sans division territoriale.

## Représentations politiques
Québec : Sainte-Angèle-de-Mérici fait partie de la circonscription provinciale de Matane-Matapédia. Cette circonscription est actuellement représentée par Pascal Bérubé, député du Parti québécois.
 Canada : Sainte-Angèle-de-Mérici faisait partie de l'ancienne circonscription fédérale de Avignon—La Mitis—Matane—Matapédia, et fait maintenant partie de la nouvelle circonscription: Rimouski—La Matapédia. Elle est représentée par Maxime Blanchette-Joncas, député du Bloc québécois.
| Sainte-Angèle-de-Mérici Maires depuis 2003                                                                           |                     |                      |          |
| Élection | Maire               | Qualité              | Résultat |
| 2003 | Henri-Paul Valcourt |                      | Voir     |
| 2005 | Francine Bezeau     |                      | Voir     |
| n/d | Alain Carrier       |                      | Voir     |
| 2009 | Alain Carrier       | Voir                 |          |
| 2013 | Alain Carrier       | Voir                 |          |
| 2017 | Michel Côté         |                      | Voir     |
| juin 2021 | Réginald Dionne     | Nommé par le conseil | Voir     |
| 2021 | Jimmy Valcourt      |                      | Voir     |
| Élection partielle en italique Depuis 2005, les élections sont simultanées dans toutes les municipalités québécoises |                     |                      |          |

## Culture et société
La paroisse éponyme de Sainte-Angèle-de-Mérici est située dans l'archidiocèse de Rimouski et, plus précisément, dans la région pastorale de La Mitis.

## Événements et activités
FESTI SAM (première édition en 2025).

## Tourisme
Sainte-Angèle-de-Mérici fait partie de la région touristique de la Gaspésie dans la sous-région touristique de la vallée de la Matapédia.
La municipalité possède plusieurs installations sportives comme : Un terrain de Tennis, une patinoire municipale ainsi qu'un sentier de ski de fond.